# Kollyvades
Kollyvades (griechisch Κολλυβάδες, auch: Kollyvistai, Kollybaden und Sabbatianoi) war die Bezeichnung für eine Gruppe orthodoxer Mönche, die in der zweiten Hälfte des 18. Jahrhunderts auf dem Athos entstand. Die Anhänger dieser Gruppierung bemühten sich um die Erneuerung althergebrachter Traditionen und wehrten sich gegen die Einführung neuer Praktiken. Ihr konsequentes Auftreten führte zu einer Erneuerungsbewegung in der orthodoxen Kirche. Bischof Kallistos von Diokleia schreibt dazu:

„Durch die türkische Periode hindurch blieben die Traditionen des Hesychasmus lebendig, vor allem auf dem Berg Athos. Im Verlauf der zweiten Hälfte des 18. Jahrhunderts entwickelte sich dort eine wichtige Bewegung geistlicher Erneuerung, deren Wirkungen noch heute zu spüren sind.“

## Name

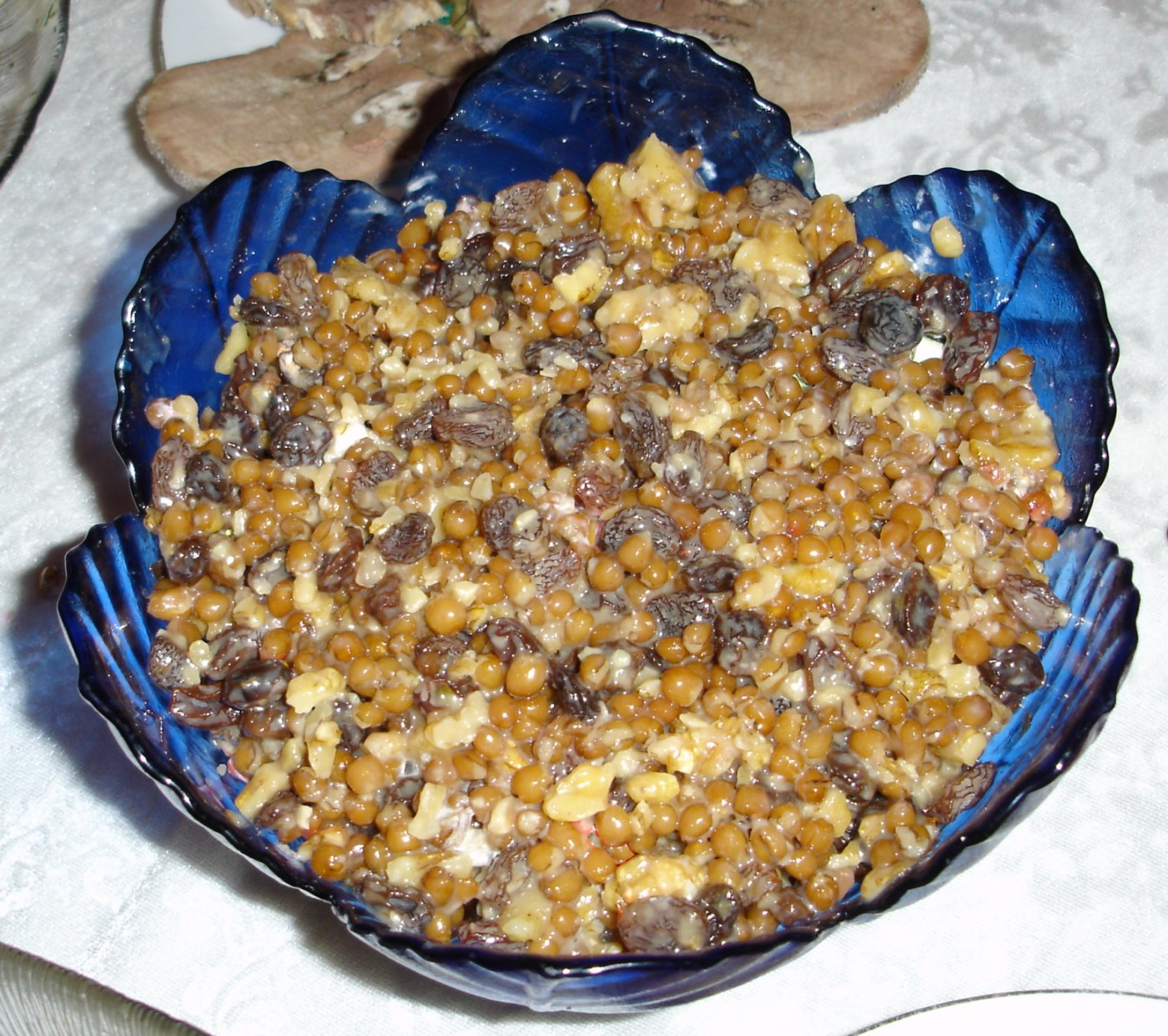
Kollyva

Die Bewegung erhielt ihren Namen von dem Kollyva (gekochten Weizen), der in der orthodoxen Kirche als Opfergabe während Gedenkgottesdiensten (μνημόσυνον) dargebracht wird und später verspeist wird. Die Kollyvades (dt. etwa: „Grützfresser“) erhielten ihren Namen, weil sie nach den geheiligten Traditionen darauf bestanden, dass die Totengedenk-Gottesdienste nicht am Tag des Herrn (Sonntag) gefeiert werden, weil dies der Tag der Auferstehung Jesu Christi ist. Sie hielten fest an der samstäglichen Feier, ebenso an der häufigen Teilnahme an der Eucharistie und dem unablässigen Jesusgebet.
Die ursprünglich abwertenden Bezeichnungen „Kollyvades“, „Kollyvistai“ und „Sabbatianoi“ entwickelten sich im Laufe der Zeit jedoch zu Ehrennamen. Die Anführer der Bewegung waren Neofytos Kafsokalyvitis (1713–1784), Makarios von Korinth (1731–1805), Nikodemos der Hagiorite (Νικόδημος ο Αγιορείτης, 1749–1809) und Athanasios Parios (Ἀθανάσιος Πάριος, 1722–1813).

## Geschichte
1754 entspann sich ein Disput in der Skete Agia Anna am Berg Athos, als einige Mönche gegen die Verlegung der Totengedenk-Gottesdienste auf den Sonntag protestierten. Nach altem Brauch waren diese Gottesdienste am Samstag oder sonst an Werktagen gefeiert worden. Die Befürworter der Verlegung argumentierten, dass Auferstehung ein Thema in jedem Gottesdienst nach der Göttlichen Liturgie sei. Zwischen den Gruppen kam es zu Auseinandersetzungen und die Kollyvades wurden dafür bekannt, dass sie Mängel des spirituellen Lebens angriffen, die sich seit byzantinischer Zeit in der Kirche eingeschlichen hatten.
Die erste Antwort auf die Streitigkeiten erfolgte in Form eines Briefes des Patriarchen Theodosios II. 1772 aus Konstantinopel, demzufolge diejenigen, die samstags die Totengedenken feierten, dies in Übereinstimmung mit der alten Tradition täten, während diejenigen, die sie sonntags feierten „ouch hypokeintai krimati“ (nicht damit sündigten).
Dieser Schlichtungsversuch scheiterte und der folgende Patriarch Samuel I. Chatzeres (1773–1774) veröffentlichte eine Synodal-Enzyklika (1773), in der er alle Mönche anwies, sich an die Bräuche ihrer Klöster zu halten und Streit über das Thema zu vermeiden. Doch diese Taktik, die für Kompromisse warb, scheiterte erneut.
Daher wurde 1774 eine Synode anberaumt im Kloster Koutloumousiou auf dem Athos. An der Synode nahmen zwei ehemalige Patriarchen von Konstantinopel, vier ehemalige Metropoliten, zwei aktive Metropoliten und zwei Bischöfe von Thessaloniki teil; außerdem nahmen ca. zweihundert Mönche teil. Die Synode erklärte, dass alle von denen, welche die Enzyklika von 1773 nicht akzeptierten, dem  Anathema unterworfen seien. Trotz dieser Festlegung setzte sich der Streit unvermindert fort.
Daher wurde 1776 eine weitere Synode in Konstantinopel anberaumt unter Patriarch Sophronios II. An dieser Synode nahm der Patriarch von Jerusalem (Avramios) und sechzehn andere Hierarchen teil. Die Synode legte fest, dass die Totengedenken sowohl am Samstag als auch am Sonntag gefeiert werden dürften und dass das Thema nicht weiter diskutiert werden sollte. In dieser Synode wurden Parios, Kavsokalyvites und Nikodimos zusammen mit Anderen exkommunizert. Später wurden sie wieder gerechtfertigt.

### Eucharistie-Praxis
Neben dem Streit um angemessene Ritualpraxis gab es auch Spannungen aufgrund der Praxis einer Eucharistie-zentrierten Spiritualität und der Rezeption des Hesychasmus des 14. Jahrhunderts. Die Kollyvades strebten nach einer Wiederbelebung der patristischen Theologie und einem liturgischen Leben, dass die häufige Kommunion beinhaltete. Trotzdem oder gerade deshalb wurden sie aufs heftigste angegriffen.
Erst 1819, in einem Konzil in Konstantinopel wurden die Ziele der Kollyvades gewürdigt, als beschlossen wurde, dass die heilige Kommunion von Klerikern und Laien regelmäßig genommen werden sollte.

## Persönlichkeiten
- Kosmas Aitolos († 1779), reiste als Wanderprediger durch Griechenland und bemühte sich die Bauern an ihren Glauben zu erinnern und sie zur Kommunion einzuladen.
- Neofytos Kavsokalyvites († 1784), bereiste den Balkan als Prediger und starb in Rumänien.
- Paisios Velitchovsky († 1794), veröffentlichte eine slawische Version der Philokalie, die starken Einfluss auf die Mönche von Optina hatte.
- Makarios Notaras († 1805), Autor von „Über häufige Kommunion.“
- Nicodimos o Agioritis († 1809), Autor von “Evergetinos,” “Philokalia,” “Das Ruder,” “Christoethia,” “Synaxarion” und “Über häufige Kommunion.”
- Athanasios Parios († 1813), Autor mehrerer Werke gegen die westliche Aufklärung in Griechenland.
- Nikephoros von Chios († 1821),[6] Schüler und Biograph von Athanasios Parios.
- Arsenios von Paros († 1877),[7] Prediger, Lehrer und geistlicher Vater von Nektarios von Aegina.

### Gegner
- Bessarion (Vissarion) von Rapsane († 1801).[2]
- Theodoretos von Ioannina († 1823), Mönch in der Skete Ag. Anna.[2]